# Тула, Тураб Тулаходжаевич
Тура́б Тулаходжа́евич Тула́ (Тулаходжа́ев) (узб. Turob To‘laxo‘jaevich To‘la (To‘laxo‘jayev)) (1918, Тургач, Чимкентская область, Российская империя — 1990) — узбекский советский писатель

, поэт и сценарист. Народный писатель Узбекской ССР.

## Биография
Родился в 1918 году в Тургаче. В 1934 году поступил в Ташкентский театральный техникум, который он окончил в 1937 году, в том же году поступил на филологический факультет Ташкентского вечернего педагогического института, который он окончил в 1942 году.
Начиная с 1942 года работал в области литературоведения и редакторской деятельности. В частности, работал в редакциях газет «Ёш ленинчи» и «Совет Узбекистони», республиканского радиокомитета, в Узбекском государственном издательстве.
В 1957 году был принят на работу на Ташкентскую киностудию, где он занимал должность заместителя директора по творческим вопросам, а также заведовал сценарным отделом.
Был секретарём Союза кинематографистов Узбекистана, начальником управления театров и музыкальных учреждений Министерства культуры Узбекской ССР, директором Узбекского академического драматического театра им. Хамзы.
Скончался в 1990 году.

## Семья
- Дочь: Мухаббат Турабовна Туляходжаева (род. 1946) — советский узбекский искусствовед, театральный критик, театральный педагог.
- Сын: Назим Турабович Туляходжаев (род. 1951) — советский и узбекский кинорежиссёр, актёр и сценарист.

## Награды и звания
- Орден Трудового Красного Знамени (25.12.1978)[2]
- Орден «Знак Почёта» (18 марта 1959 года)[3]
- Народный писатель Узбекской ССР
- Заслуженный деятель искусств Узбекской ССР

## Произведения

### Сборники
- «Моя радость»
- «Улыбка»
- «Окрыляйтесь, мои песни»
- «Наслаждение»
- «Рассвет счастья»
- «Радуга»
- «Солнце в зените»
- «Думаю о тебе»
- «Родимая»

### Поэмы
- «Тетрадь, найденная в трамвае»
- «Суюк момо»

### Драмы
- «Старая дева»
- «Девичий источник»
- «Нодира-бегим»

### Сценарии
- 1958 — Очарован тобой
- 1959 — Фуркат

Тураб Тула — автор переводов произведений В. Шекспира, Р. Тагора, Шиллера, А. Пушкина, М. Лермонтова, И. Крылова на узбекский язык.

## Память
До 2011 года улица Бешагач в Ташкенте носила имя Тураба Тулы.